# Carbură

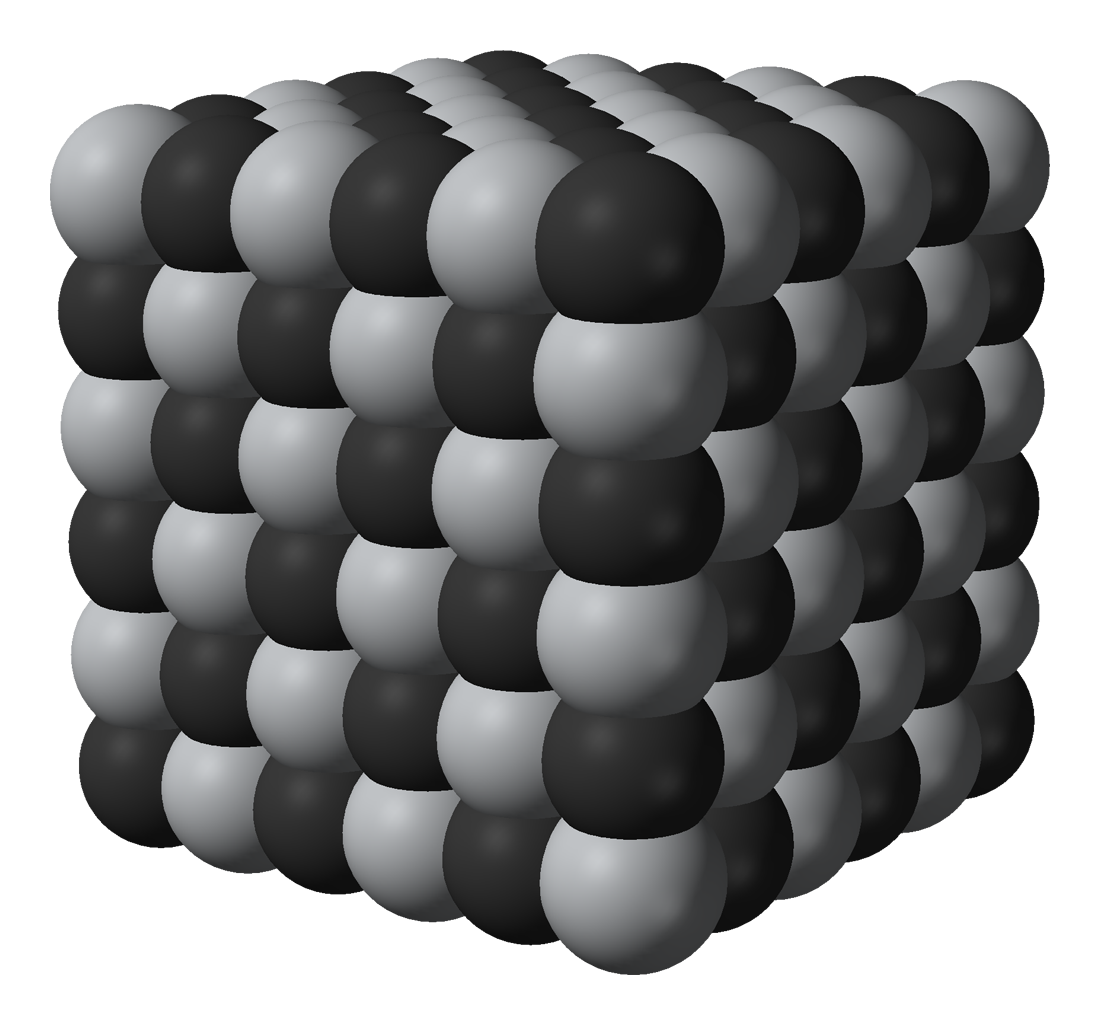
Structura cristalină a carburii de titan

O carbură este un compus chimic alcătuit din carbon și un element mai puțin electronegativ. Printre compușii cu importanță în industrie se numără: carbura de calciu, carbura de wolfram și carbura de siliciu.